# Miloševo Brdo
Miloševo Brdo (en cirílico: Милошево Брдо) es una aldea de la municipalidad de Gradiška, Republika Srpska, Bosnia y Herzegovina.

## Población
| Composición de la Población - Aldea de Miloševo Brdo | Composición de la Población - Aldea de Miloševo Brdo | Composición de la Población - Aldea de Miloševo Brdo | Composición de la Población - Aldea de Miloševo Brdo | Composición de la Población - Aldea de Miloševo Brdo |
| ---------------------------------------------------- | ---------------------------------------------------- | ---------------------------------------------------- | ---------------------------------------------------- | ---------------------------------------------------- |
|                                                      | 2013                                                 | 1991                                                 | 1981                                                 | 1971                                                 |
| Total                                                | 246                                                  | 439 (100,0%)                                         | 510 (100,0%)                                         | 578 (100,0%)                                         |
| Varones                                              | 122                                                  | -                                                    | -                                                    | -                                                    |
| Mujeres                                              | 144                                                  | -                                                    | -                                                    | -                                                    |
| Bosniacos                                            | 1                                                    | -                                                    | 2 (0,392%)                                           | -                                                    |
| Serbios                                              | 241                                                  | 429 (97,72%)                                         | 504 (98,82%)                                         | 573 (99,13%)                                         |
| Croatas                                              | 2                                                    | 3 (0,683%)                                           | 1 (0,196%)                                           | -                                                    |
| Bosnio                                               | 3                                                    | -                                                    | -                                                    | -                                                    |
| Musulmanes                                           | -                                                    | -                                                    | -                                                    | -                                                    |
| Gitanos                                              | -                                                    | -                                                    | -                                                    | -                                                    |
| Bosnio Herzegovino                                   | -                                                    | -                                                    | -                                                    | -                                                    |
| Macedonios                                           | -                                                    | -                                                    | -                                                    | -                                                    |
| Albaneses                                            | -                                                    | -                                                    | -                                                    | -                                                    |
| Yugoslavos                                           | -                                                    | 4 (0,911%)                                           | 1 (0,196%)                                           | -                                                    |
| Ukranianos                                           | -                                                    | -                                                    | -                                                    | -                                                    |
| Montenegrinos                                        | -                                                    | -                                                    | -                                                    | -                                                    |
| Eslovenos                                            | -                                                    | -                                                    | -                                                    | -                                                    |
| Ortodoxos                                            | -                                                    | -                                                    | -                                                    | -                                                    |
| Otros                                                | 2                                                    | 3 (0,68%)                                            | 2 (0,39%)                                            | 5 (0,87%)                                            |
| Sin declarar                                         | -                                                    | -                                                    | -                                                    | -                                                    |
| Desconocidos                                         | -                                                    | -                                                    | -                                                    | -                                                    |